# Ascend to the Stars
Ascend to the Stars är ett studioalbum av gruppen Last Days of April, utgivet 2002.

## Låtlista
1. "Angel Youth" - 3:38
2. "Piano" - 3:07
3. "Playerin" - 2:04
4. "Too Close" - 3:31
5. "When I'm Gone, Will You?" - 4:50
6. "I'm Calm Now" - 4:10
7. "All Will Break" - 5:51
8. "Slow Down" - 3:04
9. "At Your Most Beautiful" - 7:46

## Singlar

### Playerin
1. "Playerin"
2. "I'm Calm Now"
3. "Playerin" (alternativ version)

### All Will Break
1. "All Will Break" (radioversionen)
2. "All Will Break" (albumversionen)
3. "Slow Down"